# Bernard Ray Hawke

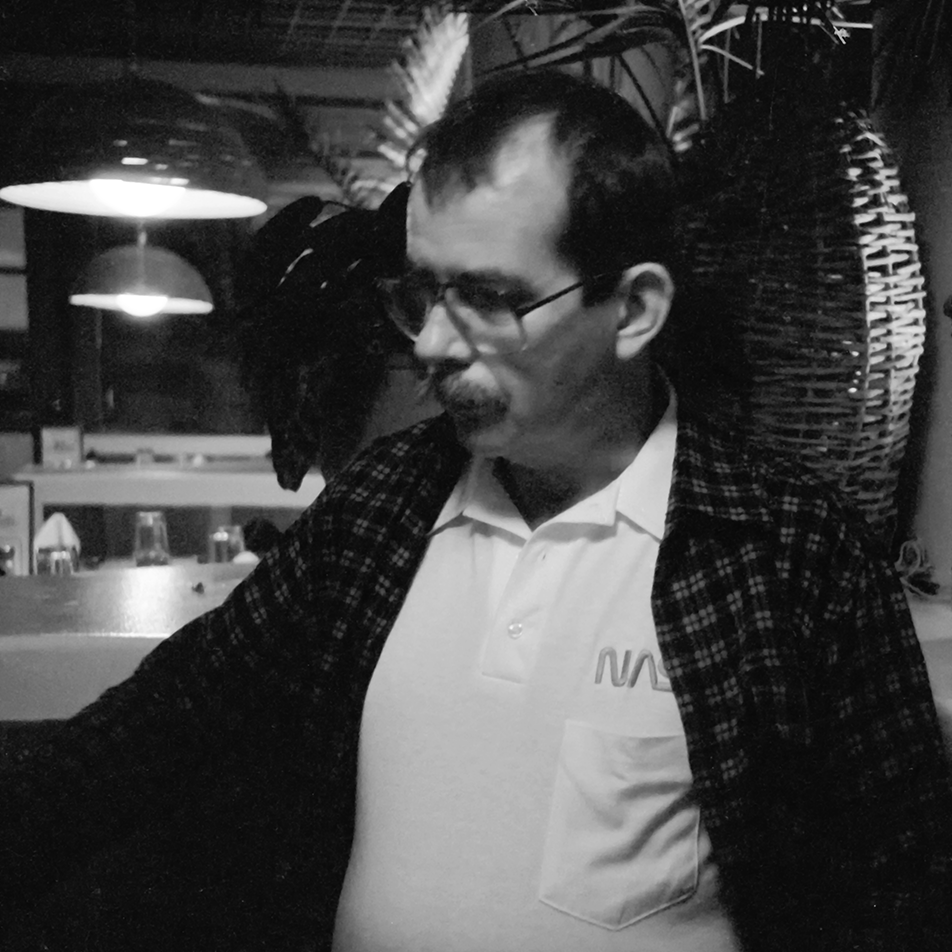
Bernard Ray Hawke

Bernard Ray Hawke (* 22. Oktober 1946 in Louisville (Kentucky); † 24. Januar 2015 in Honolulu) war ein US-amerikanischer Astronom.

## Leben
Bernard Ray Hawke wurde am 22. Oktober 1946 in Louisville geboren. Seine Kindheit verbrachte er in Elizabethtown in Kentucky, dort ging er auch zur Schule. Er nahm an 4-H-Aktivitäten teil und kam so durch einen Gruppenleiter zur Geologie. 
Hawke studierte an der University of Kentucky. Nach seinem Bachelor-Abschluss ging er von 1970 bis 1971 zur US-Army und nahm am Vietnamkrieg teil. Anschließend setzte er sein Studium fort und machte seinen Master-Abschluss, ging dann an die Brown University in Providence, machte dort einen weiteren Master-Abschluss und wurde dort auch promoviert.
1978 arbeitete er an der Universität von Hawaii in einer Gruppe von Geologen, aus der später das Institut für Geophysik und Planetologie hervorging. 1983 war er Mitbegründer des Pacific Regional Planetary Data Center und war dort bis zum Tode als Direktor tätig.
Sein wissenschaftliches Interesse galt dem Mond. Schon zu seinem Master-Abschluss studierte er die lunare Regolith-Chemie. Er war Mitglied des LROC-Teams und arbeitete hauptsächlich über die Geologie des Mondes.
Bernard Ray Hawke war nicht verheiratet. Er starb am 24. Januar 2015 im Straub Hospital in Honolulu im Alter von 68 Jahren.

## Ehrungen
- Der 1980 entdeckte Asteroid (3452) Hawke wurde nach Bernard Ray Hawke benannt.[3]
- Am 16. März 2018 benannte die Internationale Astronomische Union den Mondkrater Hawke offiziell nach Bernard Ray Hawke.[4][5]